# Donje Zuniče
Donje Zuniče (en serbe cyrillique : Доње Зуниче) est un village de Serbie situé dans la municipalité de Knjaževac, district de Zaječar. Au recensement de 2011, il comptait 332 habitants.
Donje Zuniče est situé sur les bords du Beli Timok, une rivière connue également sous le nom de Knjaževački Timok (le « Timok de Knjaževac »).

## Démographie
| 1948 | 1953 | 1961 | 1971 | 1981 | 1991 | 2002 | 2011 |
| ---- | ---- | ---- | ---- | ---- | ---- | ---- | ---- |
| 695  | 716  | 710  | 602  | 592  | 490  | 407  | 332  |

|  |